# Бочкарёва (деревня)
Бочкарёва — деревня в городском округе Верхотурский Свердловской области.

## История
Деревня основана в начале XVII века крестьянами Федькой Щаповым и Васькой Бочкарём.
В 1873 году деревня насчитывала 19 дворов, в которых проживало 58 мужчин и 55 женщин.

## География
Деревня Бочкарёва расположена на левом берегу реки Туры, в 34 километрах на юго-восток от районного центра — города Верхотурья. На противоположном берегу реки, чуть выше по течению, раскинулось село Усть-Салда.

### Часовой пояс
Бочкарева как и вся Свердловская область, находится в часовой зоне МСК+2. Смещение применяемого времени относительно UTC составляет +5:00.

## Население
| 1873 | 2002 | 2010 | 2021 |
| ---- | ---- | ---- | ---- |
| 113  | ↗168 | ↘94  | ↘61  |

## Инфраструктура
В деревне Бочкарёвой шесть улиц: Береговая, Верхняя, Зелёная, Мира, Нижняя и Центральная.